# Festival Dichato Vive
Le Festival Dichato Vive (antérieurement Festival Viva Dichato entre 2012-2014) est un festival de musique ayant lieu au Chili chaque année en février, tous les samedis, pendant une durée de 4 jours.
Il existe depuis 2012. Le festival Dichato Vive est le festival dans la ville de Dichato.
De 1re à 3e édition, sous le nom de Viva Dichato, l'organisation, la production et la transmission de l'événement a eu lieu par la station de télévision Mega. La quatrième édition et après avoir échoué à trouver un accord avec Mega, la première version ne sera pas télévisée et le nom Dichato Vive, laissant l'organisation et la production entière dans les mains de la municipalité de Tomé

## Présentation

### Présentateurs principaux
| Festival Viva Dichato (2012-2014)   | Festival Viva Dichato (2012-2014) | Festival Viva Dichato (2012-2014)                                                          | Festival Viva Dichato (2012-2014) | Festival Viva Dichato (2012-2014) |
| Éditions                            | Éditions                          | Présentateur(s)                                                                            | Télédiffuseur(s)                  | Radiodiffuseur(s)                 |
| ----------------------------------- | --------------------------------- | ------------------------------------------------------------------------------------------ | --------------------------------- | --------------------------------- |
| 1re                                 | 2012                              | Giancarlo Petaccia, Marcela Vacarezza, María Luisa Godoy, Rocío Marengo et Catalina Pulido | Mega                              | Radio Bío-Bío                     |
| 2e                                  | 2013                              | Luis Jara, Pamela Díaz, Pamela Le Roy, Nidyan Fabregat et Macarena Venegas                 | Mega                              | Radio Bío-Bío Candela FM          |
| 3e                                  | 2014                              | Luis Jara, Ivette Vergara, Karen Paola, Pamela Díaz et Patricia Maldonado                  | Mega                              | Radio Bío-Bío Candela FM          |
| Festival Dichato Vive (depuis 2015) |                                   |                                                                                            |                                   |                                   |
| Éditions                            | Éditions                          | Présentateur(s)                                                                            | Télédiffuseur(s)                  | Radiodiffuseur(s)                 |
| 4e                                  | 2015                              | Giancarlo Petaccia et Pamela Díaz                                                          | Aucune télédiffusion              | Radio Bío-Bío                     |

### Présentateurs du webshow et Green Room
Depuis à 21h00 dans www.mega.cl
| Éditions | Éditions | Présentateur(s)                                 |
| -------- | -------- | ----------------------------------------------- |
| 1er      | 2012     | Carla Jara et Francisco Kaminski                |
| 2e       | 2013     | Carla Jara et Francisco Kaminski                |
| 3e       | 2014     | Catalina Palacios et Álvaro Reyes "Nachito Pop" |